# Maria Aniela Astorch
Maria Aniela Astorch, właśc. hiszp. Jerónima María Inés Astorch (ur. 1 września 1592 w Barcelonie, zm. 2 grudnia 1665 w Murcji) – hiszpańska klaryska kapucynka, mistyczka, błogosławiona Kościoła rzymskokatolickiego.
Urodziła się w zamożnej rodzinie jako najmłodsza z czwórki dzieci. Jej rodzicami byli Christopher Cortey i Katarzyna Astorch. W 1599 Maria Angela Astorch zatruła się i została uznana za martwą. Jej siostra, która była zakonnicą w klasztorze kapucynów, wraz z jego założycielką Angeliną Serafiną Prat uczestniczyły w przygotowaniach do pogrzebu, podczas których Maria Angela Astorch powróciła do życia. Wówczas uznano to za cud dzięki wstawiennictwu Angeli Serafiny Prat. Mając 11 lat wstąpiła do klasztoru w Barcelonie. Śluby zakonne złożyła 8 września 1609. Maria Angela Astorch była mistyczką. Zmarła 2 grudnia 1665 roku w opinii świętości.
Beatyfikował ją Jan Paweł II dnia 23 maja 1982.
Jej wspomnienie liturgiczne obchodzone jest 2 grudnia.